# Gold Dagger Award
Le Gold Dagger Award est un prix littéraire britannique décerné annuellement au meilleur roman policier de l'année par la Crime Writers' Association, une association d’écrivains de romans policiers.
Créé en 1955 sous le titre Crossed Red Herring Award, il devient le Gold Dagger Award en 1960, puis le Macallan Gold Dagger de 1995 à 2002 lorsque la marque de scotch whisky Macallan en devient le sponsor. De 1969 à 2005, le Silver Dagger Award est décerné au candidat placé deuxième.
En 2006, la banque Duncan Lawrie (en) devient le mécène du prix. Le Silver Dagger Award est supprimé et le prix principal nommé Duncan Lawrie Dagger. Il fut doté d'une récompense de 20 000£, ce qui en fit le prix du roman policier le plus richement doté du monde. La banque se retire après la remise du prix en 2008 et le prix revient au nom de ses débuts, Gold Dagger, tout en voyant sa dotation passer de 20 000£ à 2 500£. L'actuel mécène est la librairie londonienne Goldsboro.

## Palmarès[1]

### Années 1950

#### 1955
- Crossed Red Herring Award : Winston Graham pour The Little Walls

#### 1956
- Crossed Red Herring Award : Edward Grierson pour The Second Man

#### 1957
- Crossed Red Herring Award : Julian Symons pour The Colour of Murder

#### 1958
- Crossed Red Herring Award : Margot Bennett pour Someone from the Past

#### 1959
- Crossed Red Herring Award : Eric Ambler pour Les Trafiquants d'armes (Passage of Arms)

### Années 1960
| Sommaire : | - Haut - 1960 - 1961 - 1962 - 1963 - 1964 - 1965 - 1966 - 1967 - 1968 - 1969 |

#### 1960
- Gold Dagger : Lionel Davidson pour Un Tchèque se barre (The Night of Wenceslas)

#### 1961
- Gold Dagger : Mary Kelly pour Une bonne pâte (The Spoilt Kill)

#### 1962
- Gold Dagger : Joan Fleming pour When I Grow Rich

#### 1963
- Gold Dagger: John le Carré pour L'Espion qui venait du froid (The Spy Who Came in from the Cold)

#### 1964
- Gold Dagger : H. R. F. Keating pour Le Meurtre parfait (The Perfect Murder)

#### 1965
- Gold Dagger : Ross Macdonald pour La Face obscure du dollar (The Far Side of the Dollar)

#### 1966
- Gold Dagger : Lionel Davidson pour A Long way to Shiloh

#### 1967
- Gold Dagger : Emma Lathen pour Murder Against the Grain

#### 1968
- Gold Dagger : Peter Dickinson pour Skin Deep

#### 1969
- Gold Dagger : Peter Dickinson pour A Pride of Heroes
- Silver Dagger : Francis Clifford pour Another Way of Dying

### Années 1970
| Sommaire : | - Haut - 1970 - 1971 - 1972 - 1973 - 1974 - 1975 - 1976 - 1977 - 1978 - 1979 |

#### 1970
- Gold Dagger : Joan Fleming pour Young Man I Think You're Dying
- Silver Dagger : Anthony Price pour The Labyrinth Makers

#### 1971
- Gold Dagger : James McClure pour Le Cochon qui fum (The Steam Pig)
- Silver Dagger : P. D. James pour Meurtres en blouse blanche (Shroud for A Nightingale)

#### 1972
- Gold Dagger : Eric Ambler pour Le Levantin (The Levanter)
- Silver Dagger : Victor Canning pour Le Cas Rainbird (The Rainbird Pattern)

#### 1973
- Gold Dagger : Robert Littell pour La Boucle (The Defection of A.J. Lewinter)
- Silver Dagger : Gwendoline Butler pour A Coffin for Pandora

#### 1974
- Gold Dagger : Anthony Price pour  Other Paths to Glory
- Silver Dagger : Francis Clifford pour The Grosvenor Square Goodbye

#### 1975
- Gold Dagger : Nicholas Meyer pour La Solution à 7 % (The Seven-Per-Cent Solution)
- Silver Dagger : P. D. James pour Meurtre dans un fauteuil (The Black Tower)

#### 1976
- Gold Dagger : Ruth Rendell pour Un démon sous mes yeux (A Demon in My View)
- Silver Dagger : James McClure pour Rogue Eagle

#### 1977
- Gold Dagger : John le Carré pour Comme un collégien (The Honourable Schoolboy)
- Silver Dagger : William McIlvanney pour Laidlaw (Laidlaw)

#### 1978
- Gold Dagger : Lionel Davidson pour The Chelsea Murders
- Silver Dagger : Peter Lovesey pour Le bourreau prend la pose (Waxwork)

#### 1979
- Gold Dagger : Dick Francis pour À la cravache ! (Whip Hand)
- Silver Dagger: Colin Dexter pour Service funèbre (Service of All the Dead)

### Années 1980
| Sommaire : | - Haut - 1980 - 1981 - 1982 - 1983 - 1984 - 1985 - 1986 - 1987 - 1988 - 1989 |

#### 1980
- Gold Dagger : H. R. F. Keating pour Le Meurtre du Maharaja (The Murder of the Maharajah)
- Silver Dagger : Ellis Peters pour Le Capuchon du moine (Monk's Hood)

#### 1981
- Gold Dagger : Martin Cruz Smith pour Parc Gorki (Gorky Park)
- Silver Dagger : Colin Dexter pour Mort à Jéricho (The Dead of Jericho)

#### 1982
- Gold Dagger: Peter Lovesey pour À chacun son Dew (The False Inspector Dew)
- Silver Dagger: S. T. Haymon pour Un enfant de chœur a disparu (Ritual Murder)

#### 1983
- Gold Dagger : John Hutton pour Accidental Crimes
- Silver Dagger : William McIlvanney pour Les Papiers de Tony Veitch (The Papers of Tony Veitch)

#### 1984
- Gold Dagger : B. M. Gill pour Le Douzième Juré (The Twelfth Juror)
- Silver Dagger : Ruth Rendell pour Un enfant pour un autre (The Tree of Hands)

#### 1985
- Gold Dagger : Paula Gosling pour Trois petits singes et puis s’en vont (Monkey Puzzle)
- Silver Dagger : Dorothy Simpson pour Last Seen Alive
  - Andrew Taylor pour Our Father's Lies
  - Jill Paton Walsh pour A Piece of Justice

#### 1986
- Gold Dagger : Ruth Rendell pour L'Homme à la tortue (Live Flesh)
- Silver Dagger : P. D. James pour Un certain goût pour la mort (A Taste for Death)

#### 1987
- Gold Dagger: Barbara Vine pour L'Été de Trapellune (A Fatal Inversion)
- Silver Dagger: Scott Turow pour Présumé innocent (roman) (Presumed Innocent)
  - Liza Cody pour Under Contract

#### 1988
- Gold Dagger: Michael Dibdin pour Piège à rats (Ratking)
- Silver Dagger: Sara Paretsky pour Urgence (Toxic Shock)

#### 1989
- Gold Dagger : pour Colin Dexter pour Mort d'une garce (The Wench is Dead)
- Silver Dagger : Desmond Lowden pour The Shadow Run

### Années 1990
| Sommaire : | - Haut - 1990 - 1991 - 1992 - 1993 - 1994 - 1995 - 1996 - 1997 - 1998 - 1999 |

#### 1990
- Gold Dagger : Reginald Hill pour Le Partage des os (Bones and Silence)
- Silver Dagger : Mike Phillips pour The Late Candidate
  - John Harvey pour Les Étrangers dans la maison (Rough Treatment)

#### 1991
- Gold Dagger : Barbara Vine pour Le Tapis du roi Salomon (King Solomon's Carpet)
- Silver Dagger : Frances Fyfield pour Sommeil de mort (Deep Sleep)
  - Janet Neel pour Death of a Partner
  - Michael Dibdin pour Coups tordus (Dirty Tricks)

#### 1992
- Gold Dagger : Colin Dexter pour À travers bois (The Way Through the Woods)
- Silver Dagger : Liza Cody pour Tête de noix (Bucket Nut)

#### 1993
- Gold Dagger : Patricia Cornwell pour Une peine d'exception (Cruel and Unusual)
- Silver Dagger : Sarah Dunant pour Poison mortel (Fatlands)
  - Robert Richardson pour Un âge sans pitié (The Hand of Strange Children)
  - Janet Neel pour Death Among the Dons

#### 1994
- Gold Dagger : Minette Walters pour La Muselière (The Scold's Bridle)
- Silver Dagger : Peter Høeg pour Smilla et l'Amour de la neige (Miss Smilla's Feeling For Snow)
  - Val McDermid pour Crack en stock (Crack Down)
  - Sara Paretsky pour Angle mort (Tunnel Vision)

#### 1995
- Gold Dagger : Val McDermid pour Le Chant des sirènes (The Mermaids Singing)
- Silver Dagger : Peter Lovesey pour La Convocation (The Summons)
  - Elizabeth Ironside pour A Very private Enterprise
  - Minette Walters pour Lumière noire (The Dark Room)

#### 1996
- Gold Dagger : Ben Elton pour Pop-corn (Popcorn)
- Silver Dagger: Peter Lovesey pour Un flic et des limiers (Bloodhounds)
  - Jessica Mann pour A Private enquiry

#### 1997
- Gold Dagger : Ian Rankin pour L'Ombre du tueur (Black and Blue)
- Silver Dagger : Janet Evanovich pour À la une, à la deux, à la mort (Three to Get Deadly)
  - Frank Lean pour The Reluctant Investigator

#### 1998
- Gold Dagger : James Lee Burke pour Sunset Limited (Sunset Limited)
- Silver Dagger : Nicholas Blincoe pour Perruques et Talons hauts (Manchester Slingback)
  - Michael Dibdin pour Vengeances tardives (A Long Finish)
  - Geoffrey Archer pour Fire Hawk
  - Reginald Hill pour Les Chemins de l'enfer (On Beulah Height)
  - George Pelecanos pour King Suckerman (King Suckerman)

#### 1999
- Gold Dagger : Robert Wilson pour Une mort à Lisbonne (A Small Death in Lisbon)
- Silver Dagger : Adrian Mathews pour Vienna Blood
  - Val McDermid pour Au lieu d'exécution (A Place of Execution)
  - Ian Rankin pour La Mort dans l'âme (Dead Souls)
  - Michael Connelly pour L'Envol des anges (Angels Flight)
  - Denise Danks pour Phreak
  - Frances Fyfield pour En pleine lumière (Staring at the Light)

### Années 2000
| Sommaire : | - Haut - 2000 - 2001 - 2002 - 2003 - 2004 - 2005 - 2006 - 2007 - 2008 - 2009 |

#### 2000
- Gold Dagger : Jonathan Lethem pour Les Orphelins de Brooklyn (Motherless Brooklyn)
- Silver Dagger : Donna Leon pour Des amis haut placés (Friends in High Places)
  - James Lee Burke pour Purple Cane Road (Purple Cane Road)
  - Eliot Pattison pour Dans la gorge du dragon (The Skull Mantra)
  - Lucy Wadham pour L'Île du silence (Lost)
  - Martin Cruz Smith pour Havana Bay (Havana Bay)

#### 2001
- Gold Dagger: Henning Mankell pour Le Guerrier solitaire (Sidetracked)
- Silver Dagger: Giles Blunt pour Quarante mots pour la neige (Forty Words For Sorrow)
  - Stephen Booth pour Peak Park (Dancing with the Virgins)
  - Denise Danks pour Baby Love
  - George Pelecanos pour Blanc comme neige (Right as Rain)
  - Scott Phillips pour La Moisson de glace (The Ice Harvest)

#### 2002
- Gold Dagger : José Carlos Somoza pour La Caverne des idées (The Athenian Murders)
- Silver Dagger : James Crumley pour La Contrée finale (The Final Country)
  - Mark Billingham pour Scaredy Cat
  - James Lee Burke pour Jolie Blon's Bounce (Jolie Blon's Bounce)
  - Michael Connelly pour Wonderland Avenue (City of Bones)
  - Minette Walters pour Intime Pulsion (Acid Row)

#### 2003
- Gold Dagger : Minette Walters pour Le Sang du renard (Fox Evil)
- Silver Dagger : Morag Joss pour Half Broken Things
  - Boris Akounine pour Azazel (The Winter Queen)
  - Robert Littell pour La Compagnie : le grand roman de la CIA (The Company: A Novel of the CIA)
  - Carlo Lucarelli pour Almost Blue (Almost Blue)
  - Robert Wilson pour Meurtres à Séville (The Blind Man Of Seville)

#### 2004
- Gold Dagger : Sara Paretsky pour Canailles & C° (Blacklist)
- Silver Dagger: John Harvey pour De chair et de sang (Flesh and Blood)
  - Mo Hayder pour Tokyo (Tokyo)
  - Val McDermid pour La Souffrance des autres (The Torment of Others)
  - James W. Nichol pour Midnight Cab
  - Laura Wilson pour L’Amant anglais (The Lover)

#### 2005
- Gold Dagger : Arnaldur Indriðason pour La Femme en vert (Silence of the Grave)
- Silver Dagger: Barbara Nadel pour Deadly Web
  - Karin Fossum pour La Mort indienne (Calling Out For You)
  - Friedrich Glauser pour Le Royaume de Matto (In Matto's Realm)
  - Carl Hiaasen pour Queue de poisson (Skinny Dip)
  - Fred Vargas pour L'Homme à l'envers (Seeking Whom He May Devour)

#### 2006
- Duncan Lawrie Dagger : Ann Cleeves pour Noire Solitude (Raven Black)
  - Simon Beckett pour Le Mort à nu (The Chemistry of Death)
  - Thomas H. Cook pour Les Feuilles mortes (Red Leaves)
  - Frances Fyfield pour Petits Jeux avec le feu (Safer Than Houses)
  - Bill James pour Wolves of Memory
  - Laura Wilson pour Un millier de mensonges (A Thousand Lies )

#### 2007
- Duncan Lawrie Dagger : Peter Temple pour Séquelles (The Broken Shore)
  - Giles Blunt pour Quand tu liras ces mots (The Fields of Grief)
  - James Lee Burke pour La Descente de Pégase (Pegasus Descending)
  - Gillian Flynn pour Sur ma peau (Sharp Objects)
  - Craig Russell pour Contes barbares (Brother Grimm)
  - C.J. Sansom pour Sang royal (Sovereign)

#### 2008
- Duncan Lawrie Dagger : Frances Fyfield pour Mort sur mesure (Blood From Stone)
  - James Lee Burke pour La Nuit la plus longue (The Tin Roof Blowdown)
  - Colin Cotterill pour Le Déjeuner du Coroner (Coroner's Lunch)
  - Steve Hamilton pour Night Work
  - Laura Lippman pour Ce que savent les morts (What the Dead Know)
  - R. N. Morris pour A Vengeful Longing

#### 2009
- Gold Dagger : William Brodrick pour A Whispered Name
  - Kate Atkinson pour When Will There Be Good News?
  - Mark Billingham pour In the Dark
  - Lawrence Block pour Keller en cavale (Hit and Run)
  - M. R. Hall pour The Coroner
  - Gene Kerrigan pour L'Impasse (Dark Times in the City)

### Années 2010
| Sommaire : | - Haut - 2010 - 2011 - 2012 - 2013 - 2014 - 2015 - 2016 - 2017 - 2018 - 2019 |

#### 2010
- Gold Dagger: Belinda Bauer pour Sous les bruyères (Blacklands)
  - Sharon Bolton pour Blood Harvest
  - Karen Campbell pour Shadowplay
  - George Pelecanos pour Mauvais Fils (The Way Home)

#### 2011
- Gold Dagger: Tom Franklin pour Le Retour de Silas Jones (Crooked Letter, Crooked Letter)
  - Steve Hamilton pour The Lock Artist
  - A. D. Miller pour Snowdrops
  - Denise Mina pour La Fin de la saison des guêpes (The End of the Wasp Season)

#### 2012
- Gold Dagger: Gene Kerrigan pour The Rage
  - N. J. Cooper pour Vengeance in Mind
  - M. R. Hall pour The Flight
  - Chris Womersley pour Bereft

#### 2013
- Gold Dagger : Mick Herron pour Dead Lions
  - Belinda Bauer pour Rubbernecker
  - Lauren Beukes pour Les Lumineuses (The Shining Girls)
  - Becky Masterman pour Rage Against the Dying

#### 2014
- Gold Dagger : Wiley Cash pour This Dark Road to Mercy
  - Paula Daly pour Keep Your Friends Close
  - Paul Mendelson pour The First Rule of Survival
  - Louise Penny pour La Faille en toute chose (How the Light Gets In)

#### 2015
- Gold Dagger : Michael Robotham pour Life or Death
  - Belinda Bauer pour The Shut Eye
  - James Carlos Blake pour La Loi des Wolfe (The Rules of Wolfe)
  - Robert Galbraith pour Le Ver à soie (The Silkworm)
  - Sam Hawken pour Missing
  - Stephen King pour Mr. Mercedes (Mr. Mercedes)
  - Attica Locke pour Pleasantville

#### 2016
- Gold Dagger: Bill Beverly pour Dodgers (Dodgers)
  - Chris Brookmyre pour Black Widow
  - Denise Mina pour De sel et de sang (Blood Salt Water)
  - Mick Herron pour Real Tigers

#### 2017
- Gold Dagger : Jane Harper pour Canicule (The Dry)
  - Belinda Bauer pour The Beautiful Dead
  - Ray Celestin pour Dead Man’s Blues
  - Mick Herron pour Spook Street
  - Abir Mukherjee pour L'Attaque du Calcutta-Darjeeling (A Rising Man)
  - Derek B. Miller pour The Girl in Green

#### 2018
- Gold Dagger : Steve Cavanagh pour The Liar
  - Mick Herron pour London Rules
  - Dennis Lehane pour Après la chute (Since We Fell)
  - Attica Locke pour Bluebird, Bluebird
  - Abir Mukherjee pour A Necessary Evil
  - Emma Viskic pour Resurrection Bay (Resurrection Bay)

#### 2019
- Gold Dagger : M.W. Craven pour The Puppet Show
  - Claire Askew pour All the Hidden Truths
  - Christobel Kent pour What We Did
  - Donna Leon pour Unto Us a Son Is Given
  - Derek B. Miller pour American by Day
  - Benjamin Wood pour A Station on the Path to Somewhere Better

### Années 2020
| Sommaire : | - Haut - 2020 - 2021 - 2022 - 2023 - 2024 - 2025 - 2026 - 2027 - 2028 - 2029 |

#### 2020
- Gold Dagger : Michael Robotham pour Good Girl, Bad Girl
  - Claire Askew pour hat You Pay For
  - Lou Berney pour November Road
  - John Fairfax pour Forced Confessions
  - Mick Herron pour Joe Country
  - Abir Mukherjee pour Death in the East

#### 2021
- Gold Dagger : Chris Whitaker pour We Begin at the End
  - S. A. Cosby pour Blacktop Wasteland
  - Ben Creed pour City of Ghosts
  - Nicci French pour House of Correction
  - Robert Galbraith pour Sang trouble (Troubled Blood)
  - Elly Griffiths pour The Postscript Murders
  - Thomas Mullen pour Midnight Atlanta

#### 2022
- Gold Dagger : Ray Celestin pour Sunset Swing
  - Jacqueline Bublitz pour Before You Knew My Name
  - S. A. Cosby pour Razorblade Tears
  - John Hart pour The Unwilling
  - Abir Mukherjee pour The Shadows of Men
  - William Shaw pour The Trawlerman

#### 2023
- Gold Dagger : George Dawes Green pour The Kingdoms of Savannah
  - Vaseem Khan pour The Lost Man of Bombay
  - Simon Mason pour A Killing in November
  - Anna Mazzola pour The Clockwork Girl
  - W.C. Ryan pour The Winter Guest
  - Simon Van der Velde pour The Silent Brother

#### 2024
- Gold Dagger : Una Mannion pour Tell Me What I Am
  - Maz Evans pour Over My Dead Body
  - Mick Herron pour The Secret Hours
  - Dennis Lehane pour Small Mercies
  - Nilanjana Roy pour Black River
  - Jesse Sutanto pour Vera Wong’s Unsolicited Advice for Murderers

#### 2025
- Gold Dagger : Anna Mazzola pour The Book of Secrets

##### Nominations
- - D.V. Bishop pour A Divine Fury
  - Bonnie Burke-Patel pour I Died at Fallow Hall
  - R.J. Ellory pour The Bell Tower
  - Tana French pour The Hunter
  - Attica Locke pour Guide Me Home